# Ben Hollingsworth
Benjamin Allen Nicolas Hollingsworth, detto Ben (Brockville, 7 settembre 1984), è un attore canadese.

## Biografia e carriera
Ben Hollingsworth nasce a Brockville, in Ontario, e frequenta la St. Peter's Secondary School a Peterborough, dove si trasferisce all'età di 12 anni: nell'arco di quattro anni, prende parte a più di 20 spettacoli teatrali. All'età di 17 anni gli viene offerto un ruolo in Frozen Dreams di Robert Ainsworth, grazie al quale riesce a entrare alla National Theatre School of Canada a Montréal.
Durante l'ultimo anno alla National, interpreta il protagonista nei tre spettacoli presentati al Monument National Theatre. Dopo il diploma, accetta il ruolo del caporale Dawson in A Few Good Men di Aaron Sorkin. Sotto la regia di Ted Dykstra, Hollingsworth viene nominato nel 2007 ai Robert Merritt Award come Outstanding Performance by An Actor in a Supporting Role.
Nel 2007, dopo essersi trasferito a Toronto, decide di dedicarsi alla carriera televisiva, comparendo come guest star in Degrassi: The Next Generation e Lovebites. A settembre partecipa al film TV Inseguendo la vittoria con Matt Lanter.
Nel 2008, Hollingsworth compare in un episodio della serie televisiva canadese Heartland e torna sul palco come Andy in Last Days of Graceland al Theatre Passe Muraille.
Nel 2009 compare nella serie televisiva The Beautiful Life e ottiene un ruolo in The Joneses, dove recita al fianco di David Duchovny e Demi Moore.
Nel 2019 interpreta Dan Brady nella serie televisiva Virgin River.

## Filmografia

### Cinema
- The Joneses, regia di Derrick Borte (2009)
- A Flesh Offering, regia di Jeremy Torrie (2010)
- Diario di una schiappa 2 (Diary of a Wimpy Kid: Rodrick Rules), regia di David Bowers (2011)
- Un uomo tranquillo (Cold Pursuit), regia di Hans Petter Moland (2019)

### Televisione
- The Music Man, regia di Jeff Bleckner - film TV (2003)
- Indagini ad alta quota (Mayday) - show TV, episodio 4x01 (2007)
- Trapped - serie TV, episodio 1x01 (2007)
- Lovebites - serie TV (2007)
- Heartland - serie TV, episodio 1x08 (2008)
- Degrassi: The Next Generation - serie TV, episodio 7x11 (2008)
- Inseguendo la vittoria (The Cutting Edge 3: Chasing the Dream), regia di Jason Bright – film TV (2008)
- The Line - serie TV, episodi 2x02-2x03-2x04 (2008)
- The Beautiful Life - serie TV, 5 episodi (2009)
- Suits - serie TV, episodi 1x07-1x11 (2011)
- CSI: Miami - serie TV, episodio 10x07 (2011)
- Divine: The Series - serie TV, episodi 1x03-1x04-1x06 (2011)
- C'era una volta (Once Upon a Time) - serie TV, episodio 2x07 (2012)
- Cult – serie TV, 7 episodi (2013)
- Un desiderio che si avvera (A wish come true), regia di Mark Rosman – film TV (2015)
- Code Black – serie TV (2016 – 2018)
- Virgin River – serie TV (2019 – in produzione)
- Love Under the Olive Tree, regia di Peter DeLuise (2020)
- Innamorarsi a Cable Cove (A Splash of Love), regia di Heather Hawthorn Doyle - film TV (2022)
- Le linee dell’amore (Romance In Style), regia di Michael Robison - film TV (2022)

## Doppiatori italiani
Nelle versioni in italiano delle opere in cui ha recitato, Ben Hollingsworth è stato doppiato da:
- Federico Talocci in Un desiderio che si avvera
- Emanuele Ruzza in Un uomo tranquillo
- Luigi Morville in Suits
- Alberto Franco in Romance in Style
- Edoardo Stoppacciaro in CSI: Miami
- Marco Giansante in C'era una volta
- Fabrizio Dolce in Code Black
- Gianluca Crisafi in Virgin River